# Civitas decumana
La civitas decumana era, nell'antica Roma d'età repubblicana una città sottoposta a decima, imposta corrispondente alla decima parte del raccolto e del seminato (frumento e orzo) dichiarato dai coltivatori (aratores). In alcuni casi la decima si estendeva alla produzione di olio, vino e ortaggi.
Fu il sistema applicato nella prima provincia romana, la Sicilia, dove l'applicazione della decima si basava sulla Lex Hieronica, una legge romana che ricalcava nei suoi tratti essenziali il sistema di tassazione del regno di Siracusa, governato da Ierone II, da cui prese il nome.

## Sistema di tassazione delladecuma
Grazie alle Verrine di Cicerone, conosciamo il sistema di tassazione in modo dettagliato. Innanzitutto Roma delegava la raccolta delle decime ad appaltatori detti decumani, che si occupavano di raccogliere la decima parte del raccolto di grano dagli aratores.
Il senato romano vendeva la carica di decumanus, e la carica veniva messa all'asta in Sicilia, a Siracusa. Tuttavia, riguardo alla decima su olio, vino e ortaggi, la vendita della carica fu spostata a Roma nel 75 aC.
La raccolta della decima da parte dei decumani avveniva nell'aia adibita al grano. Poiché era difficile verificare l'effettiva quantità totale di grano raccolto, era fondamentale la professio, una dichiarazione annuale che accertava la quantità del seminato, e la quantità raccolta nell'anno precedente. L'esattore e il coltivatore raggiungevano un accordo (pactio) sulla quantità di grano raccolto e sulla decima da pagare sullo stesso.  Il grano veniva poi depositato nei granai pubblici che appartenevano allo stato romano. Eccezionalmente si poteva dare l'equivalente in denaro, invece del frumento.
In Sicilia tutte le civitates libere (non facenti parte dell'ager publicus) erano sottoposte alla decima, tranne quelle immunes (Halykiai, Halaesa, Centuripe, Panormos, Segesta) e quelle foederatae (Tauromenium e Messana).